# Rodolphe De Koninck
Pour les articles homonymes, voir Koninck.
Rodolphe De Koninck (né à Québec) est un géographe québécois dont le domaine de prédilection est l'Asie du Sud-Est.

## Biographie
Il est le fils du philosophe et théologien Charles De Koninck et le frère du mathématicien Jean-Marie De Koninck et du philosophe Thomas De Koninck et de la sociologue Maria De Koninck.
En 1965, il obtient une licence ès lettres de l'Université de Bordeaux, deux ans plus tard, il obtient une maîtrise ès arts de l'Université Laval et, finalement, un doctorat de l'Université nationale de Singapour en 1970.
De 1970 à 2002, il a été professeur titulaire au département de géographie de l'Université Laval à Québec. Il s'est spécialisé en géographie de l'Asie du Sud-Est, plus précisément la révolution verte, la paysannerie en tant que fer de lance du territoire des états et l’ensemble des stratégies de développement appliquées en Asie.
Il a rédigé vingt livres et dirigé la publication d'une vingtaine d'autres en plus de 160 articles scientifiques, cela dans douze pays et en cinq langues. Il a été rédacteur des Cahiers de géographie du Québec de 1982 à 1990.
Le Monde à la Carte, ouvrage rendu à sa cinquième édition, a donné naissance à une série télévisée diffusée depuis 1990, tant au Canada, qu'à l'étranger via TV5. L'émission en est à sa troisième incarnation. Il s'agit aussi d'un livre utilisé pour des cours universitaires, notamment à l'Université Laval et à l'Université de Moncton.
M. De Koninck a été professeur invité de plusieurs universités, dont l'Université nationale de Singapour, l'Université internationale de Shanghai, l'École des hautes études en sciences sociales à Paris (EHESS) et l'Université de Genève.
Depuis 2002, Rodolphe De Koninck est titulaire de la Chaire de recherche du Canada en études asiatiques à l'Université de Montréal où il est également professeur titulaire au département de géographie.

## Honneurs
- 1991-92 - Boursier Killam du Conseil des Arts du Canada
- 1990 - Membre de la Société royale du Canada
- 1998 - Prix Jacques-Rousseau
- 1999 - Médaille Innis-Gérin
- 2012 - Médaille d'honneur de la Société de Géographie (Paris)

### À titre d’auteur ou de co-auteur
- Les Cent-Iles du Lac Saint-Pierre. Québec, Presses de l'Université Laval, 1970, 125 p.

- Farmers of a City State: The Chinese Smallholders of Singapore. Montréal, Canadian Sociology and Anthropology Association Monograph Series (Série monographique de la Société canadienne de sociologie et d'anthropologie) 1975, 125 p.

- The Green Revolution, Methods and Techniques of Assessment. A Handbook of a Study in Regions of Malaysia and Indonesia (avec D.S. Gibbons et I. Hasan). Notes et Documents de Recherche, Département de géographie, Université Laval, n° 7, 1977, 409 p.

- Agricultural Modernization, Poverty and Inequality. The Distributional Impact of the Green Revolution in Regions of Malaysia and Indonesia (avec D.S. Gibbons et I. Hasan, premiers auteurs). Londres, Saxon House (Gower), 1980, 225 p.
- Le développement inégal dans la région de Québec: contribution cartographique et analytique (avec R. Lavertue et J. Raveneau). Québec, Presses de l'Université Laval, 1982, 45 planches, 108 p.
- Le monde à la carte. Québec, Fischer Presses, 1990, 288 p. (6e éd., Presses Inter Universitaires 2006, 224 p.)
- Le monde à la carte. Cahier d'exercices. Québec, Fischer Presses, 1990, 220 p. (6e éd., Presses Inter Universitaires, 2004, 266 p.)
- Malay Peasants Coping with the World. Breaking the Community Circle? Singapour, Institute of Southeast Asian Studies, 1992, 288 p.
- Singapour. Un atlas de la révolution du territoire / Singapore. An Atlas of the Revolution of Territory. Montpellier, RECLUS, 1993, 128 p.
- Java. Un atlas électronique (avec Yann Roche, premier auteur). Notes et documents de recherche, Département de géographie Université Laval, no 32, janvier 1994.
- L'Asie du Sud-Est. Paris, Masson, 1994, 317 p.
- Le recul de la forêt au Viet Nam. Ottawa, Centre de recherches pour le développement international, 1997, 107 p. (également disponible sur Internet: http://www.idrc.ca/books/focusf.html)
- Deforestation in Viet Nam. Ottawa, International Development Research Centre, 1999, 108 p. (également disponible sur Internet: http://www.idrc.ca/books/focusf.html)
- Les Cent-Îles du Lac Saint-Pierre : Retour aux sources et nouveaux enjeux. Québec, Presses de l'Université Laval, 2000, 151 p.
- L'Asie du Sud-Est. Paris, Armand Colin, 2005, 3e édition en 2012, 382 p.
- Singapour, la cité-État ambitieuse. Paris, Belin, 2006, 175 p.
- Les poids du monde : Évolution des hégémonies planétaires (avec Jean-François Rousseau). Québec, Presses de l’Université du Québec, 2006, 254 p.
- Malaysia, la dualité territoriale. Paris, Belin, 2007, 190 p.
- Singapore, An Atlas of Perpetual Territorial Transformation (avec Julie Drolet et Marc Girard). Singapour, National University of Singapore Press, 2008, 96 p.
- Profession géographe. Montréal, Presses de l’Université de Montréal, 2008, 75 p.
- Gambling with the Land. The Contemporary Evolution of Southeast Asian Agriculture (avec Jean-François Rousseau). Singapour, National University of Singapore Press, 2012, 190 p.
- Singapore’s Permanent Territorial Revolution. Fifty Years in Fifty Maps. (cartographie Pham Thanh Hay et Marc Girard).  Singapour, National University of Singapore Press, 2017, 168 p. (Short-listed: Singapore Book Awards 2018)
- L'Asie du Sud-Est. Paris, Armand Colin, 2005; 2e édition en 2009, 3e en 2012, 4e édition en 2019, 395 p.
- L’imprévisible Sud-Est asiatique. Montréal, Presses de l’Université de Montréal, 2019, 60 p.

### À titre de directeur ou de codirecteur de publication
- Contributions à une géographie critique. Notes et Documents de Recherche, Département de géographie Université Laval, n° 9, avril 1978, 160 p.
- Au sujet des exigences spatiales du mode de production capitaliste. Notes et Documents de Recherche, Département de géographie Université Laval, n° 10, septembre 1978, 117 p.
- Le matérialisme historique en géographie. N° spécial des Cahiers de géographie du Québec, Département de géographie Université Laval, vol. 22, n° 56, septembre 1978, 194 p.
- De l'analyse de la société à celle du territoire (avec J. Nadeau). Notes et Documents de Recherche, Département de géographie Université Laval, n° 16, novembre 1982, 200 p.
- Idées, idéologies et débats en géographie. N° spécial des Cahiers de géographie du Québec, vol. 29, n° 77, septembre 1985, 344 p.
- Ressources, problèmes et défis de l'Asie du Sud-Est (avec J. Nadeau). Québec, Presses de l'Université Laval, 1986, 270 p.
- La géographie du Québec cinquante ans après Raoul Blanchard. N° spécial des Cahiers de géographie du Québec, vol. 30, n° 80, septembre 1986, 157 p.
- Géographie, état des lieux (avec Jacques Lévy). N° spécial des Cahiers de géographie du Québec, vol. 32, n° 87, décembre 1988, 163 p.
- Géographie, état des lieux, débat transatlantique (avec Jacques Lévy, premier directeur). N° spécial d’Espaces Temps, nos 40-41, 1988, 120 p.
- Que savons-nous et que faisons-nous au sujet de l'Asie du Sud-Est au Canada? Documents du GéRAC (Québec, Institut québécois de Hautes études internationales), n° 1, 1991, 94 p.
- Asies (avec M. Bruneau et L. Marcotte). N° thématique de la revue Mappemonde, n° 4, 1992, 47 p.
- Présence et priorités canadiennes en Indochine (avec L.J. Dorais, G. Hervouet et C. Veilleux). Documents du GéRAC (Québec, Institut québécois de Hautes études internationales), n° 5, 1993, 179 p.
- Le défi forestier en Asie du Sud-Est / The Challenge of the Forest in Southeast Asia. Documents du GéRAC (Québec, Institut québécois de Hautes études internationales), n° 7, 1994, 162 p.
- Le Grand Atlas (avec J. Charlier, D. Charlier-Vanderschraege – premiers directeurs – et G. Dorval). Bruxelles, De Boeck, 1996; 14e édition, 2014, 242 p.
- L'Asie du Sud-Est face à la mondialisation. Les nouveaux champs d'analyse / Southeast Asia and Globalization: New Domains of Analysis (avec C. Veilleux). Documents du GéRAC (Québec, Institut québécois de Hautes études internationales), n° 11, 1997, 206 p.
- Identités, territoire et environnement en Asie du Sud-Est / Identities, Territory and Environment in Southeast Asia (avec Steve Déry, Bruce Matthews et Judith Nagata). Documents du GéRAC (Québec, Institut québécois de Hautes études internationales), n° 13, 1999, 237 p.
- Le Grand Atlas du Canada et du monde (avec J. Charlier, D. Charlier-Vanderschraege – premiers directeurs – et Guy Dorval). Bruxelles/Montréal, De Boeck/ERP, 2002; 4e édition en 2014, 209 p.
- Understanding Poverty in Vietnam and the Philippines. Concepts and Context (avec Jules Lamarre et Bruno Gendron). Université de Montréal, Chaire de recherche du Canada en études asiatiques, septembre 2003, 161 p.
- Les héritages historiques et culturels de l’Asie du Sud-Est face à la mondialisation / Coping with Globalization: Southeast Asian Historical and Cultural Heritage (avec Bruno Thibert). ITÉSEAC / CSEASTI, no  1, 2004, 104 p.
- Agriculture, environnement et sociétés sur les Hautes terres du Viêt Nam (avec Frédéric Durand et Frédéric Fortunel). Toulouse et Bangkok, Éditions Arkuiris et IRASEC, 2005, 224 p.
- Une seule terre à cultiver. Les défis alimentaires mondiaux (participation, avec les directeurs Jean-François Rousseau et Olivier Durand). Québec, Presses de l’Université du Québec, 2009, 176 p.
- Borneo Transformed. Agricultural Expansion on the Southeast Asian Frontier (avec Stéphane Bernard et Jean-François Bissonnette). Singapour, National University of Singapore Press, 2011, 216 p.